# Bahnhof Wien Oberlaa

Der Bahnhof Wien Oberlaa ist ein Bahnhof der Österreichischen Bundesbahnen (ÖBB) im Stadtteil Oberlaa im zehnten Wiener Gemeindebezirk Favoriten an der Donauländebahn.

## Geschichte
Der Bahnhof ging zusammen mit der Donauländebahn im Jahre 1872 in Betrieb, jedoch wurde der Schienenpersonennahverkehr (SPNV) im Jahre 1945 eingestellt. Nach Einstellung des Personenverkehrs dient er heute dem Güterverkehr sowie dem Betriebsdienst der ÖBB.